# Медаљон са ликом Јоакима Вујића
Медаљон са ликом Јоакима Вујића додељује Књажевско-српски театар за помоћ при унапређењу рада Театра и остваривање програмских циљева, као и промоцију позоришта у ширем региону.
Награда носи име Јоакима Вујића, писаца, преводиоца, учитеља страних језика, универзалног позоришног ствараоца и директора првог српског театра основаног у Крагујевцу 1835. године.

## Добитници Медаљона са ликом Јоакима Вујића
- 2013. - Амбасада САД у Београду
- 2014. - Културни и документациони центар Срба у Мађарској
- 2015. - Министарство културе и информисања Републике Србије[3]
- 2016. - Компанија Телеком Србија[4]
- 2018. - Компанија Призма Крагујевац[5]